# Caryophyllia antarctica
Caryophyllia antarctica är en korallart som beskrevs av Marenzeller 1904. Caryophyllia antarctica ingår i släktet Caryophyllia och familjen Caryophylliidae.
Artens utbredningsområde är Södra Ishavet. Inga underarter finns listade i Catalogue of Life.